# Masamune Shirow
Masamune Shirow (士郎 正宗, Shirō Masamune) és un reconegut artista manga internacional, nascut com a Masanori Ota (太田 まさのり Ōta Masanori) el 23 de Novembre, de 1961, a Kobe (Japó).
Masamune Shirow és un pseudònim, basat en el famós espadatxí, Masamune. És més conegut pel manga Ghost in the Shell, que des d'aleshores s'ha convertit en tres pel·lícules anime, dues sèries de televisió anime i diversos videojocs. Altres obres seves són Black Magic, Dominion Tank Police, Appleseed i Senjutsu Chokokaku Orion, a més a més Ghost in the Shell va ser continuada amb Manmachine Interface. Shirow també és popular per a la creació d'art eròtic.
A l'animació solament va treballar en l'adaptació del seu primer manga, Black Magic. No li va agradar la feina de l'animació de manera que no tornà a involucrar-se en cap treball d'adaptació a l'anime de les seues obres.
Les seues obres se solen caracteritzar per l'aparició de dones caçadores, un interès per la tecnologia per part de Shirow, dones atractives i màquines dibuixades amb molt de detall.